# Michelle Bartsch-Hackley
Michellie Bartsch-Hackley, född 12 februari 1990 i Kansas City, USA, är en amerikansk volleybollspelare (vänsterspiker) som 2022 tog en paus i/avslutade sin spelarkarriär.
Hon började spela volleyboll och flera andra sporter när hon gick på Collinsville High School. Hon blev uttagen till USA:s juniorlandslag med vilket hon vann nordamerikanska U20-mästerskapet 2008. Samma år började hon studera vid University of Illinois och spelade med deras volleybollag. Hon började spela professionellt 2012, först i Puerto Rico och senare i Europa och Kina. Bartsch-Hackley blev olympisk guldmedaljör med landslaget vid OS 2020 (som skedde 2021) i Tokyo.
Bartsch-Hackley är sedan 2023 assisterande tränare för Ohio State Buckeyes damvolleybollag.